# Осадчий, Сергей Юрьевич
Серге́й Юрьевич Оса́дчий (1960—2015) — депутат Московской городской думы трёх созывов и Государственной думы четвёртого и пятого созывов.

## Биография
Родился 10 сентября 1960 года в Москве в семье рабочих.
С 1979 года по 1981 год служил в СА, принимал участие в боевых действиях в Афганистане. С 1981 года работал машинистом тепловоза в локомотивном депо «Ховрино» ОЖД.
Окончил Независимый институт прикладного правоведения, в 1999 году — Московский государственный открытый университет по специальности «юриспруденция», в 2001 году — Российскую академию государственной службы при Президенте РФ. Имеет звание профессора в Академии проблем безопасности, обороны и правопорядка.
Был избран председателем правления Союза ветеранов Афганистана Железнодорожного района, а затем Северного административного округа Москвы.
Избирался депутатом Моссовета 20-го созыва.
С 1993 по 1997 год — депутат Московской городской Думы первого созыва, был координатором по вопросам защиты прав потребителей и соблюдения условий приватизации на предприятиях торговли, общественного питания, бытового обслуживания в Москве, членом комиссии по социальной политике, комиссии по законности, правопорядку и борьбе с преступностью.
В 1997—2001 годах — депутат Московской городской Думы второго созыва, координировал деятельность по направлениям: гражданская оборона и чрезвычайные ситуации, противопожарная безопасность, был председателем комиссии по предпринимательству, заместителем председателя комиссии по экологической политике, членом комиссий по экономической политике, по социальной политике, по законности и безопасности.
В декабре 2001 года был избран депутатом Московской городской Думы третьего созыва, был председателем Комиссии по экологической политике.
В 2003 году избран депутатом Государственной Думы РФ четвёртого созыва по одномандатному избирательному округу № 205 (Шереметьевский округ, г. Москва), был членом фракции «Единая Россия», членом Комитета по экологии, членом Комиссии по техническому регулированию.
2 декабря 2007 года избран депутатом Государственной Думы РФ пятого созыва в составе федерального списка кандидатов, выдвинутого Всероссийской политической партией «Единая Россия». Является Заместителем председателя Комитета Государственной Думы по природным ресурсам, природопользованию и экологии.
Был женат, есть сын.

## Награды
- орден Красной Звезды;
- орден Дружбы (2007)[1].
- Благодарность Президента Российской Федерации (2008) — за большой вклад в работу Общественной приёмной кандидата на должность Президента Российской Федерации[2]
- Почётная грамота правительства Российской Федерации (2010) — за заслуги в законотворческой деятельности и многолетнюю добросовестную работу[3]
- Благодарность Правительства Российской Федерации (2009) — за заслуги в законотворческой деятельности и многолетнюю добросовестную работу[4]